# Wurstsuchen
Das Wurstsuchen ist ein Brauch aus der Lüneburger Heide. An einem Samstag in den ersten Wochen des Jahres ziehen junge Leute in bunten Verkleidungen von Haus zu Haus, um böse Geister zu vertreiben. 
An jedem Haus werden Wurst, Eier, Brot oder Geld gesammelt. Mit einem Lied, zu dem mit den Hausherren getanzt und gesungen wird, bedankt man sich für die Gabe. Am Abend werden die gesammelten Lebensmittel zusammen mit den Einwohnern des Dorfs verzehrt.